# Izvoru (gmina)
Izvoru – gmina w Rumunii, w okręgu Ardżesz. Obejmuje tylko jedną miejscowość Izvoru. W 2011 roku liczyła 2292 mieszkańców.